# Microregione di Belo Horizonte
Belo Horizonte è una microregione del Minas Gerais in Brasile, appartenente alla mesoregione di Metropolitana di Belo Horizonte.

## Comuni
È suddivisa in 24 comuni:
- Belo Horizonte
- Betim
- Brumadinho
- Caeté
- Confins
- Contagem
- Esmeraldas
- Ibirité
- Igarapé
- Juatuba
- Lagoa Santa
- Mário Campos
- Mateus Leme
- Nova Lima
- Pedro Leopoldo
- Raposos
- Ribeirão das Neves
- Rio Acima
- Sabará
- Santa Luzia
- São Joaquim de Bicas
- São José da Lapa
- Sarzedo
- Vespasiano